# Luana Vanessa de Paula
Luana Vanessa de Paula est une ancienne joueuse brésilienne de volley-ball née le 23 octobre 1984 à Rio Claro (São Paulo). Elle mesure 1,93 m et jouait au poste de centrale.

## Clubs
| Club                       | De        | À         |
| -------------------------- | --------- | --------- |
| Sesi Esporte               | 2004-2005 | 2004-2005 |
| Rio de Janeiro Volêi Clube | 2005-2006 | 2008-2009 |
| Budowlani Łódź             | 2009-2010 | 2011-2012 |
| PA Venelles                | 2012-2013 | 2012-2013 |
| CD Wanka                   | 2013-2014 | 2013-2014 |
| Deportivo Jaamsa           | 2014-2015 | 2014-2015 |

## Palmarès
- Championnat du Brésil
  - Vainqueur : 2006, 2007, 2008, 2009.
- Coupe du Brésil
  - Vainqueur : 2007.
- Coupe de Pologne
  - Vainqueur : 2010.